# Зуєвецька сільська рада
Зуєвецька сільська рада — колишній орган місцевого самоврядування у Миргородському районі Полтавської області з центром у c. Зуївці.

## Населені пункти
Сільраді були підпорядковані населені пункти:
- c. Зуївці